# 高島晧平
高島 晧平（たかしま こうへい、1997年1月12日 - ）は、北海道函館市出身のハンドボール選手。日本ハンドボールリーグのゴールデンウルヴス福岡所属。背番号は「6」（2019年以降）。

## 来歴
函館大学付属有斗高校卒業後は日本体育大学へ進学し、大学卒業後はゴールデンウルヴス福岡へ入団した。